# Luperolophus
Luperolophus là một chi bọ cánh cứng trong họ Chrysomelidae.
Chi này được miêu tả khoa học năm 1884 bởi Fairmaire.

## Các loài
Các loài trong chi này gồm:
- Luperolophus cyaneofasciatus Bechyne, 1964
- Luperolophus humerosus Bechyne, 1964
- Luperolophus tenuecostatus Fairmaire, 1876